# Fédération d'échecs de Maurice
La Fédération d'échecs de Maurice (en anglais : Mauritius Chess Federation) est l'organisme qui a pour but de promouvoir la pratique des échecs à Maurice.
Affiliée à la Fédération internationale des échecs depuis 1978, la Mauritius Chess Federation est également membre de l'Association internationale des échecs francophones.